# نادیه خان
نادیه خان (اردو: نادیہ خان؛ زادهٔ ۲۲ مهٔ ۱۹۷۲) یک هنرپیشه، تهیه کننده و مجری تلویزیون اهل پاکستان است. او بیشتر برای نمایش نادیه خان (Nadia Khan Show) که یک برنامه تلویزیونی صبحگاهی است، شناخته شده است.